# Distrito de Etawah
Etawah (en hindi; इटावा जिला) es un distrito de India en el estado de Uttar Pradesh. Código ISO: IN.UP.EW.
Comprende una superficie de 2 434 km².
El centro administrativo es la ciudad de Etawah.

## Demografía
Según censo 2011 contaba con una población total de 1 579 160 habitantes.